# Фолянизе
Фолянѝзе (на италиански: Foglianise; на неаполитански: Figlianese, Филянезъ) е малко градче и община в Южна Италия, провинция Беневенто, регион Кампания. Разположено е на 350 m надморска височина. Населението на общината е 3505 души (към 2010 г.).